# Skotom

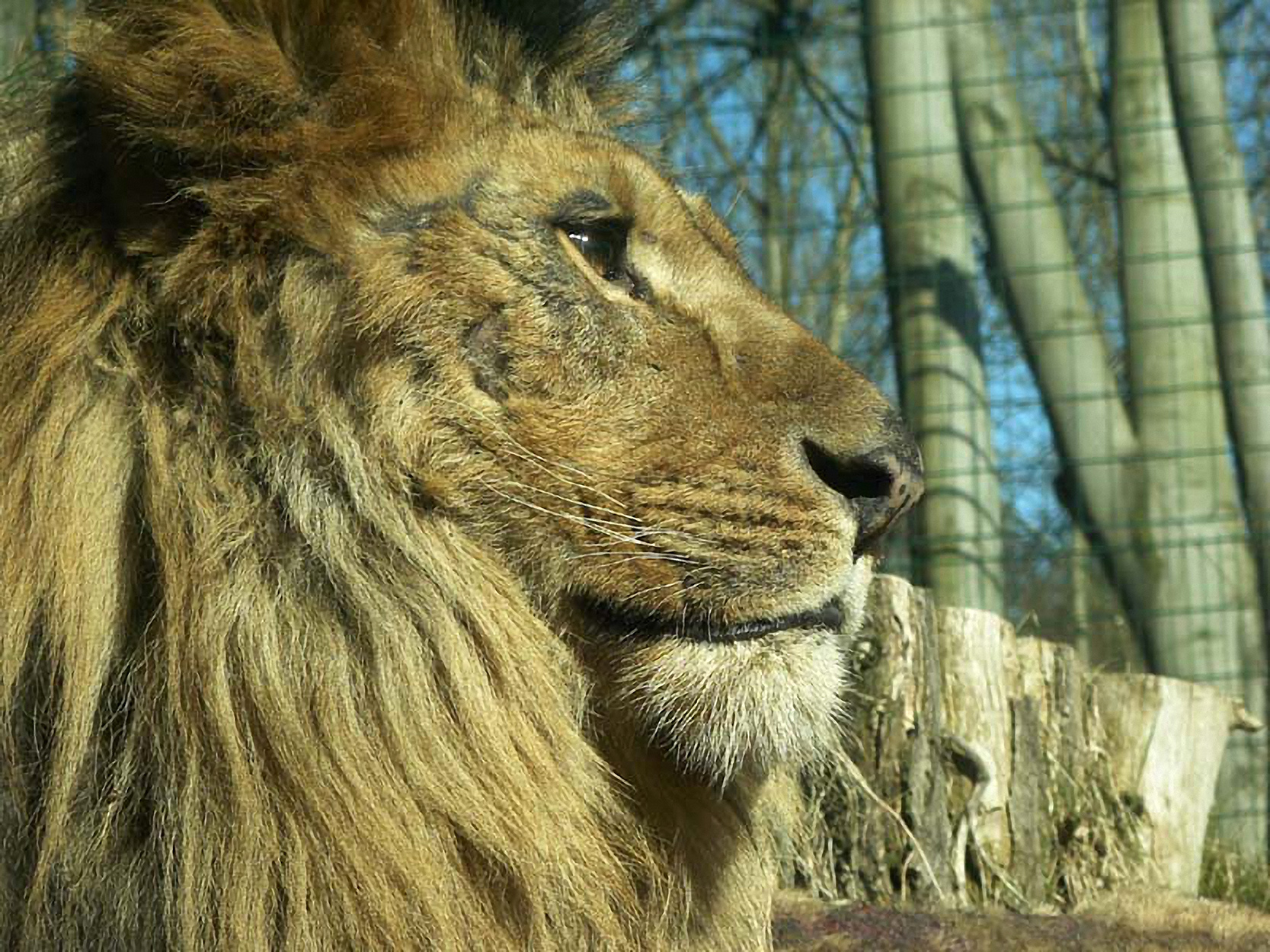
Normaler Seheindruck bei einem gesunden Auge

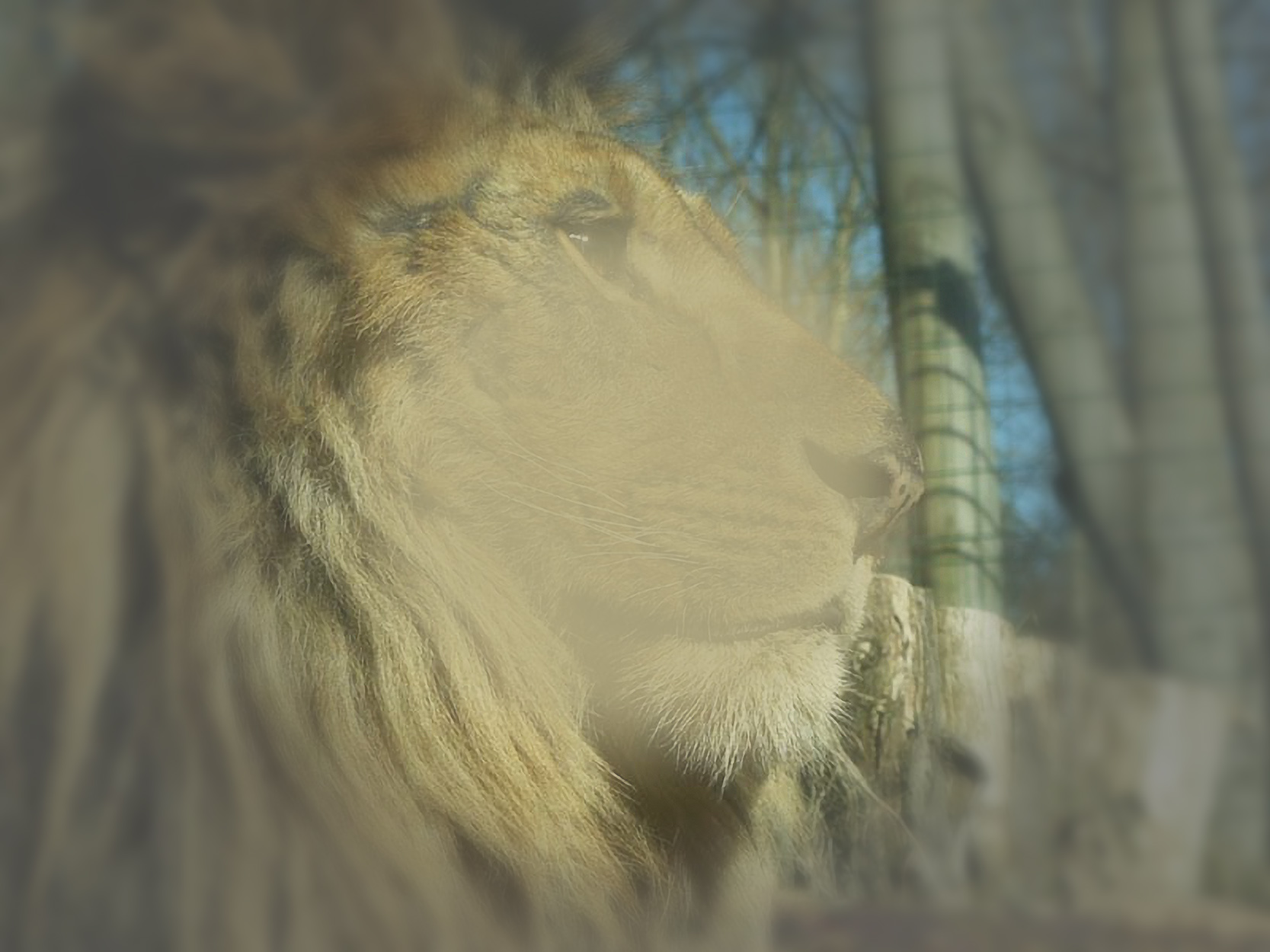
So könnte sich der Seheindruck eines Auges mit einem relativen Zentralskotom präsentieren – bspw. bei einer Makuladegeneration.

Unter Skotom (von altgriechisch σκότος skótos „Dunkelheit“) versteht man in der Augenheilkunde einen Teilbereich des Gesichtsfeldes, dessen Sensibilität – meist krankhaft – herabgesetzt ist. Bei vollständigem Sensibilitätsverlust (Erblindung) für diesen Teilbereich spricht man von einem absoluten, bei nur teilweisem Sensibilitätsverlust von einem relativen Skotom.
Skotome können durch eine Erkrankung der Netzhaut, der Sehbahn oder des Sehzentrums auftreten. So kann zum Beispiel ein Gefäßverschluss in einem den Sehnerv versorgenden Blutgefäß zu einem irreparablen Skotom durch Ausfall von Nervenfaserbündeln führen. Vorübergehende Skotome wie das Flimmerskotom z. B. im Rahmen einer Migräne können plötzlich auftreten; sie bilden sich meist innerhalb relativ kurzer Zeit vollständig wieder zurück.
Ein Zentralskotom oder Fixierpunktskotom ohne organische Ursache tritt bei exzentrischer Fixation meist auf dem schielenden Auge auf, solange das andere, zentral fixierende Auge geöffnet ist. Dies verhindert das sonst eintretende Doppeltsehen (Diplopie bzw. Konfusion). Sobald das führende Auge geschlossen wird, ist dieses funktionelle Skotom des schielenden Auges nicht mehr nachweisbar.
Ein physiologisches (nicht krankhaftes) absolutes Skotom stellt z. B. der Blinde Fleck dar, der durch den Eintritt des Sehnervs in das Auge verursacht wird. Ein von dort ausgehender, typischer bogenförmiger Gesichtsfeldausfall bei einem Glaukom wird Bjerrum-Skotom genannt.

## Flimmerskotom
Betroffene schildern eine Wahrnehmung von hellem, flimmerndem oder sich kaleidoskopartig drehendem Licht in einem meist exzentrisch gelegenen Teil des Gesichtsfelds, das sich zunächst ausdehnt, jedoch nicht das ganze Gesichtsfeld erfasst. Das Auftreten geschieht plötzlich. Der Betroffene kann zunächst das Gefühl haben, in eine starke Lichtquelle geschaut zu haben, weil das Erleben eines Flimmerskotoms einer Blendung ähnlich sein kann. Wie bei einer Blendung kann das direkte Fixieren von Objekten oder Text nicht mehr möglich sein. Wenn nur ein Teil des Gesichtsfeldes vom Ausfall betroffen ist, ist eine Orientierung im Raum durchaus möglich.
Ein Flimmerskotom kann – besonders wenn es im Rahmen der Migräne auftritt (Migräneaura) – von Übelkeit, Erbrechen und Kopfschmerzen begleitet sein, oft tritt es aber ohne diese Begleiterscheinungen auf. Auch das gleichzeitige Auftreten einer hohen Lichtempfindlichkeit und anderer Überempfindlichkeiten kommt vor.
Das Auftreten eines Flimmerskotoms ist zeitlich begrenzt. Meist beschränkt sich seine Dauer auf ca. 20 bis 30 Minuten.
Setzt ein Flimmerskotom beim Autofahren ein, sollte man schnellstmöglich einen sicheren Standplatz aufsuchen und das Ende des Skotoms abwarten.
Die Ursache der Flimmerskotome ist unbekannt. Wegen der sehr ähnlichen Wahrnehmungen vieler Migränepatienten vermutet man einen ähnlichen Entstehungsmechanismus wie bei der Migräne. Allerdings treten Flimmerskotome ohne Migräne meist nur zeitlich auf einige Monate beschränkt auf. Flimmerskotome ohne Migräne erfordern in der Regel keine Behandlung.